# Luce de Vallins
Luce de Vallins est un chevalier de l'ordre de Saint-Jean de Jérusalem qui devient lieutenantad interim, de juin 1412 à début 1419, du grand maître Philibert de Naillac pendant son voyage en Europe.

## Biographie
Luce de Vallins est un chevalier de la langue d'Auvergne. Il apparait dans l'histoire de l'Ordre quand il devient commandeur de la commanderie de Vaux en 1381 qu'il cumule avec celle des Feuillets de 1401 jusqu'en 1406. Il reçoit, le 18 janvier 1406, la commanderie de la Tour-du-Pin et le 24 août 1407 celle de Chaumont avec Charbonnier et Brioude. Comme chevalier de la langue d'Auvergne, il est élu bailli et donc grand maréchal entre le 7 mai et  qu'il abandonne pour avoir Chaumont le 24 août 1407.
À la mort de Hesso Schegelholtz, le 10/20 mai 1412, c'est lui que choisit le grand maître Philibert de Naillac pour le remplacer comme lieutenant ad interim de juin 1412 jusqu'à son décès qui eut lieu avant le 24 mai 1419 puisque son successeur, Antoni de Fluvià, est déjà en place à cette date.

## Référencement